# ガイウス・ケスティウスのピラミッド

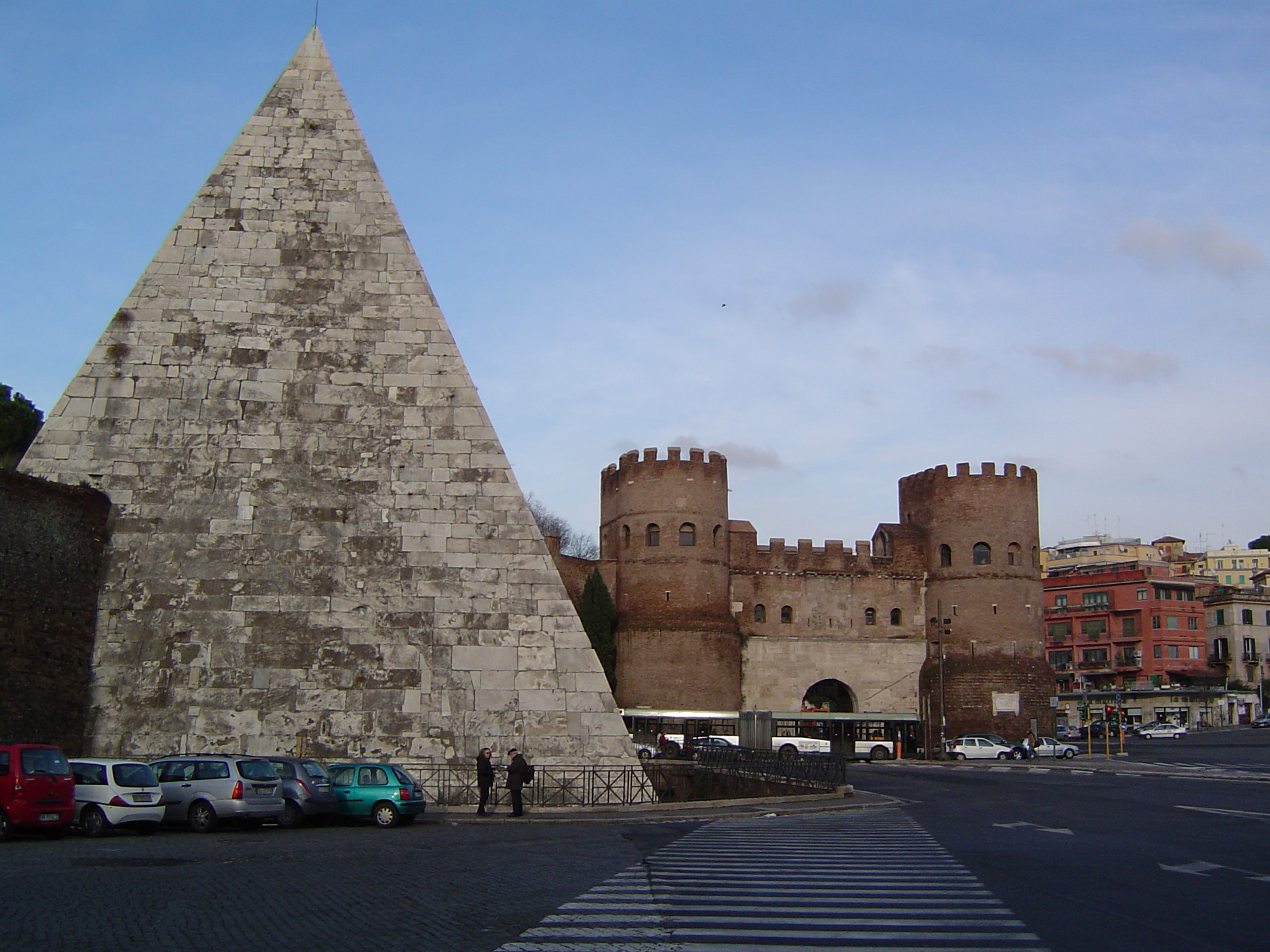
隣接してサン・パオロ門が建つ

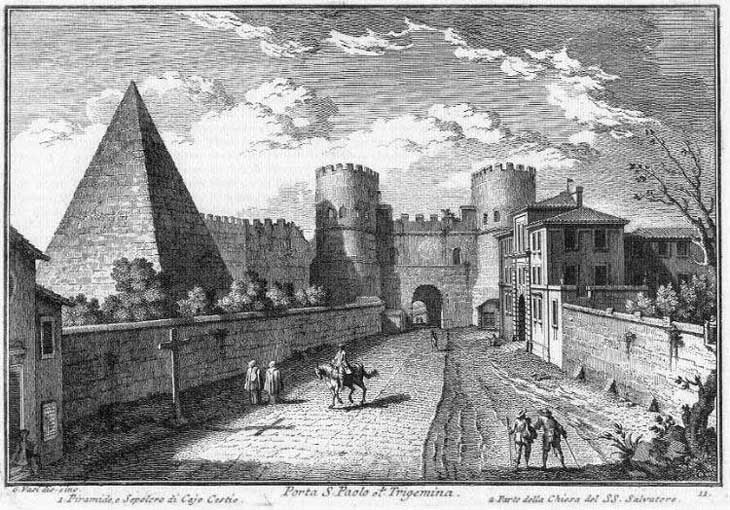
18世紀の版画

ガイウス・ケスティウスのピラミッド（英: Pyramid of Cestius，伊: Piramide di Caio Cestio or Piramide Cestia，羅: Sepulcrum Cestii）とは、イタリアローマ市オスティエンセ、オスティエンセ街道のサン・パオロ広場にあるピラミッド。

## 概要
このピラミッドは、紀元前18年から12年の間に建造されたもので、古代ローマの政務官であり、供儀の七人官（septemvir epulonum）、護民官、法務官を務めていたガイウス・ケスティウス・エプロの墓である。建造された年は、後年、周辺部の発掘により奢侈禁止令が出ていた時代と判明したことからの推測。本人の遺言により造られたことは碑文により判明しているが、なぜ古代エジプトのピラミッドに興味を持ち、自分の墓として用いたかなどは不明。
3世紀、アウレリアヌスの時代には、ピラミッドの付近に城壁および砦が築かれ、一時、ピラミッドも城壁の一部として取り込まれた。現在も、これらはピラミッドの真横に現存している（砦はピラミッドより高い）。
また、碑文には1663年に、当時のローマ教皇アレクサンデル7世により修復工事が行われたことも記されている。

## 構造
外観は、本場エジプトのピラミッドよりも急勾配で、ヌビアのピラミッドに近い。外部は、白色の大理石により化粧が施されている。

## アクセス
- ローマ地下鉄B線 ピラーミデ駅 - 駅名の由来は、ガイウス・ケスティウスのピラミッドである
- ローマ＝リード線 ローマ・ポルタ・サン・パオロ駅